# Asterocampa
Asterocampa ist eine Gattung nordamerikanischer Schillerfalter, deren Arten alle nicht schillern. Die Arten kommen in Nordamerika vor, eine Art ist bis zu den Antillen und eine andere ist bis nach Mittelamerika verbreitet. Die Falter unterscheiden sich äußerlich so stark von den echten Schillerfaltern der Gattungen Apatura und Chlorippe, dass sie nicht mit diesen verwechselt werden können.
Meist teilt sich nur die erste subcostale Ader vor dem Ende der Zelle. Die männlichen Sexualorgane unterscheiden sich deutlich von echten Schillerfaltern und die Falter sind durchschnittlich kleiner und haben ein sehr einheitliches Erscheinungsbild.
Die fast kugelförmigen Eier sind oben breit und ausladend und haben 18 bis 20 vertikale Rippen, zwischen denen viele feine Querlinien verlaufen. Sie werden in kleinen Gruppen auf Zürgelbäumen (Celtis), der Nahrungspflanze der Raupen, abgelegt. Die Raupen sehen denen von Apatura ähnlich, es fehlen ihnen jedoch die Hörner am Kopf. Stattdessen haben sie sternförmige Warzen am Kopf, was der Gattung ihren Namen gab.

## Arten
- Asterocampa celtis (Boisduval & Le Conte, 1835)
- Asterocampa clyton (Boisduval & Le Conte, 1835)
- Asterocampa idyja (Geyer, 1828)
- Asterocampa leilia (Edwards, 1874)

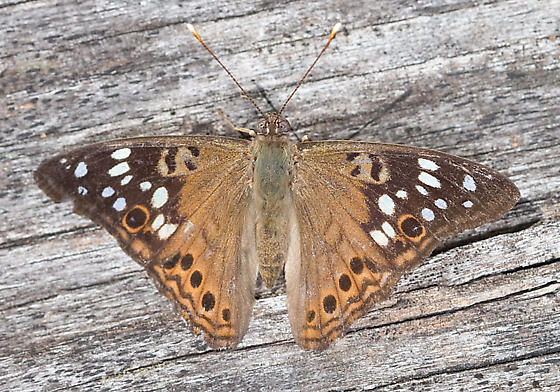
Asterocampa celtis
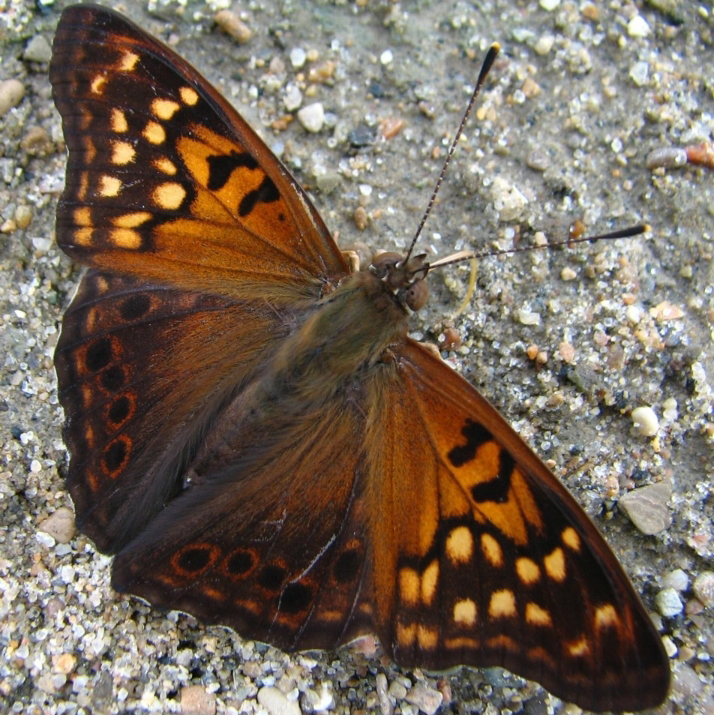
Asterocampa clyton
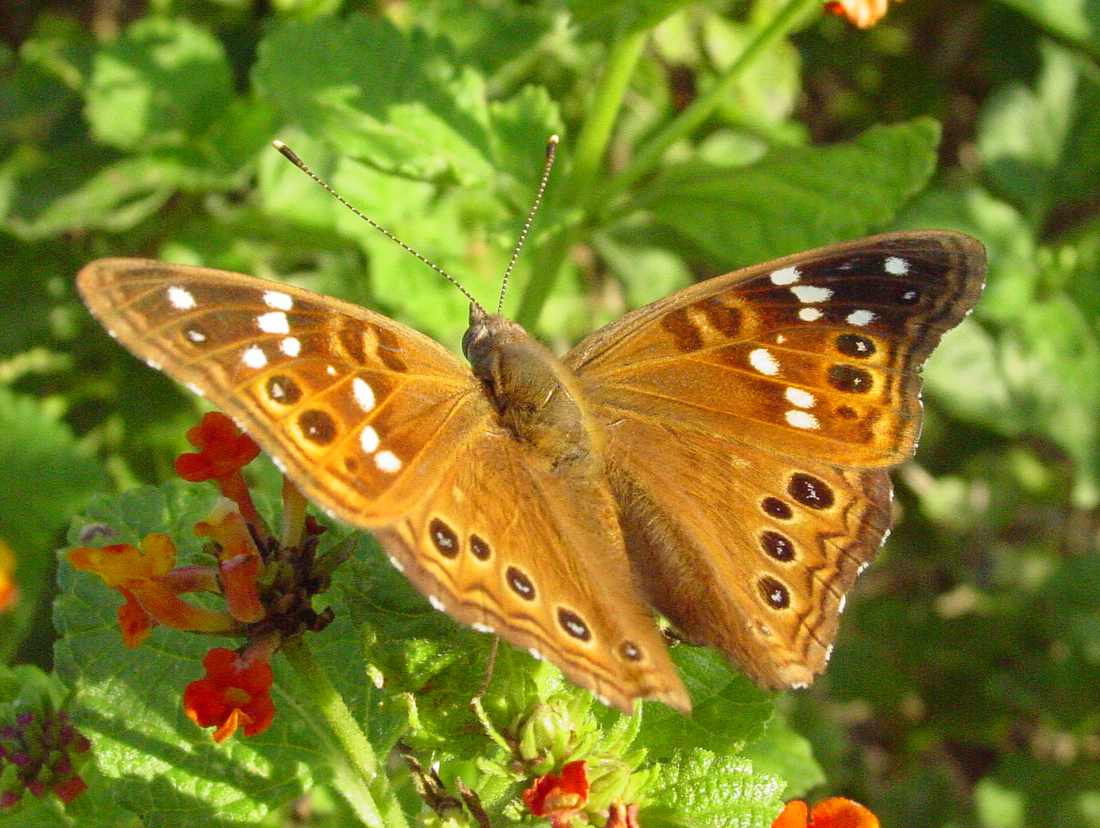
Asterocampa leilia